# Пичурино (Московская область)
Пичурино — деревня в Орехово-Зуевском муниципальном районе Московской области. Входит в состав сельского поселения Ильинское. Население — 78 чел. (2010).

## Расположение
Деревня Пичурино расположена в юго-западной части Орехово-Зуевского района, примерно в 36 км к югу от города Орехово-Зуево. В 2,5 км к востоку от деревни протекает река Гуслица. Высота над уровнем моря 132 м.

## История
В 1926 году деревня входила в Ильинский сельсовет Ильинской волости Егорьевского уезда Московской губернии.
До 2006 года Пичурино входило в состав Ильинского сельского округа Орехово-Зуевского района.

## Население
В 1926 году в деревне проживало 390 человек (163 мужчины, 227 женщин), насчитывалось 83 хозяйства, из которых 68 было крестьянских. По переписи 2002 года — 77 человек (31 мужчина, 46 женщин).
| 1926 | 2002 | 2006 | 2010 |
| ---- | ---- | ---- | ---- |
| 390  | ↘77  | ↗89  | ↘78  |